# Chen Shih-Hsin
Chen Shih-Hsin (16 de noviembre de 1978) es una deportista taiwanesa que compitió en taekwondo.
Participó en los Juegos Olímpicos de Atenas 2004, obteniendo una medalla de oro en la categoría de –49 kg. En los Juegos Asiáticos de 2002 consiguió una medalla de oro.

## Palmarés internacional
| Representando a China Taipéi |                       |                |           |
| Juegos Olímpicos             |                       |                |           |
| Año                          | Lugar                 | Medalla        | Categoría |
| 2004                         | Atenas (Grecia)       | Medalla de oro | –49 kg    |
| Juegos Asiáticos             |                       |                |           |
| Año                          | Lugar                 | Medalla        | Categoría |
| 2002                         | Busan (Corea del Sur) | Medalla de oro | –47 kg    |